# Białosuknia
Białosuknia [bjawɔˈsukɲa] est un village polonais de la gmina de Goniądz dans le powiat de Mońki et dans la voïvodie de Podlachie. Il se situe à environ 8 kilomètres à l'est de Goniądz, à 10 kilomètres au nord de Mońki et à 46 kilomètres au nord-ouest de Bialystok.